# Мохави (река)
Мохави (енгл. Mojave River) је река која протиче кроз САД. Дуга је 177 km. Протиче кроз америчку савезну државу Калифорнију. Улива се у језеро Сода.